# Siós
Siós (llamada oficialmente San Martiño de Siós) es una parroquia española del municipio de Pantón, en la provincia de Lugo, Galicia.

## Límites
Limita con las parroquias de Ferreira y  Pantón al norte, Vilamelle al este, Serode al sur, y Deade al oeste.

## Organización territorial
La parroquia está formada por seis entidades de población, constando dos de ellas en el nomenclátor del Instituto Nacional de Estadística español:
- Abaixo (Siós de Abaixo)
- A Lama
- A Pena
- Campelos
- Fontepedre
- Outeiro

## Demografía
| Gráfica de evolución demográfica de Siós entre 2000 y 2020 |
|                                                            |
| Datos según el nomenclátor publicado por el INE.           |